# Achaemenes major
Achaemenes major är en insektsart som beskrevs av Jacobi 1917. Achaemenes major ingår i släktet Achaemenes och familjen kilstritar. Inga underarter finns listade i Catalogue of Life.